# Мак Саут (Охајо)
Мак Саут (енгл. Mack South) град је у америчкој савезној држави Охајо.

## Демографија
По попису из 2000. године број становника је 5.837.
| Група             | 2000.         | 2010.    |
| Белци             | 5.766 (98,8%) | 0 (0,0%) |
| Афроамериканци    | 2 (0,0%)      | 0 (0,0%) |
| Азијати           | 25 (0,4%)     | 0 (0,0%) |
| Хиспаноамериканци | 16 (0,3%)     | 0 (0,0%) |
| Укупно            | 5.837         | 0        |